# Cantonul Saint-Pierre-sur-Dives
Cantonul Saint-Pierre-sur-Dives este un canton din arondismentul Lisieux, departamentul Calvados, regiunea Basse-Normandie, Franța.

## Comune
| Comune                      | Populație (1999) | Cod poștal | Cod INSEE |
| --------------------------- | ---------------- | ---------- | --------- |
| Boissey                     | ...              | 14170      | 14081     |
| Bretteville-sur-Dives       | ...              | 14170      | 14099     |
| Hiéville                    | ...              | 14170      | 14331     |
| Mittois                     | ...              | 14170      | 14433     |
| Montviette                  | ...              | 14140      | 14450     |
| Ouville-la-Bien-Tournée     | ...              | 14170      | 14489     |
| Saint-Georges-en-Auge       | ...              | 14140      | 14580     |
| Sainte-Marguerite-de-Viette | ...              | 14140      | 14616     |
| Saint-Pierre-sur-Dives      | ...              | 14170      | 14654     |
| Thiéville                   | ...              | 14170      | 14688     |
| L'Oudon                     | ...              | 14170      | 14697     |
| Vaudeloges                  | ...              | 14170      | 14729     |
| Vieux-Pont-en-Auge          | ...              | 14140      | 14750     |